# Даймонд, Эмили
Эмили Даймонд (англ. Emily Diamond; род. 11 июня 1991 года, Великобритания) — британская легкоатлетка, специализирующаяся в беге на 400 метров. Бронзовый призёр Олимпиады 2016. Чемпионка Европы 2016 и бронзовый призёр чемпионата Европы 2014 года в эстафете 4×400 метров.

## Биография
Училась в гимназии Бристоль, затем — в университете Лафборо. Дебютировала на международной арене в 2010 году. На Олимпиаде 2012 в Лондоне была запасной в команде Великобритании.

## Основные результаты
| Год  | Соревнования                                       | Место проведения         | Место | Дисциплина            | Результат   |
| ---- | -------------------------------------------------- | ------------------------ | ----- | --------------------- | ----------- |
| 2010 | Чемпионат мира по лёгкой атлетике среди юниоров    | Монктон, Канада          | 6     | 200 метров            | 23.65       |
| 2011 | Чемпионат Европы по лёгкой атлетике среди молодёжи | Острава, Чехия           | 3     | эстафета 4×100 метров | 44.41       |
| 2014 | Чемпионат Европы по лёгкой атлетике                | Цюрих, Швейцария         | 3     | эстафета 4×400 метров | 3:28.44 (q) |
| 2016 | Чемпионат Европы по лёгкой атлетике                | Амстердам, Нидерланды    | 1     | эстафета 4×400 метров | 3:25.05     |
| 2016 | Летние Олимпийские игры                            | Рио-де-Жанейро, Бразилия | 3     | эстафета 4×400 метров | 3:25.88     |